# Sobhita Dhulipala
Sobhita Dhulipala (nació el 31 de mayo de 1992) es una actriz y modelo india que trabaja principalmente en películas en idiomas hindi, malayo y telugu. Ganó el título Femina Miss India Earth 2013 en el certamen Femina Miss India 2013 y representó a India en Miss Earth 2013 .
Dhulipala hizo su debut como actriz en la película de suspenso Raman Raghav 2.0 (2016) de Anurag Kashyap y luego protagonizó las películas de Telugu Goodachari (2018) y Major (2022), y la película de Malayalam Kurup (2021). También protagonizó la serie dramática de Amazon Prime Video Made in Heaven (2019). 

## Edad temprana y educación
Sobhitha Dhulipala nació el 31 de mayo de 1992, en Tenali, Andhra Pradesh, India en una familia telugu brahmán . Fue criada en Visakhapatnam . Se mudó a Mumbai para seguir una carrera en el cine y continuar sus estudios en HR College of Commerce and Economics en la Universidad de Mumbai. También es bailarina clásica entrenada en Bharatanatyam y Kuchipudi.

### Femina Miss India de Pond (2013)
Después de ganar el título Femina Miss India South 2013, un certamen local de Femina Miss India, Dhulipala logró una entrada automática en el top 23 del 50.º año de Femina Miss India y se convirtió en la primera finalista. También fue galardonada como Miss Cabello con estilo, Miss Aventurera y Miss Icono de la moda, Miss talento, Miss diva digital. Posteriormente, representó a India en Miss Earth 2013, pero no pudo terminar entre las 20 primeras. También apareció en Kingfisher Calendar 2014.

### Carrera actoral (2016-presente)
Dhulipala hizo su debut cinematográfico con Raman Raghav 2.0 de Anurag Kashyap en 2016. y también firmó un contrato de tres películas con la productora Phantom Films de Kashyap en julio de 2016. La película fue estrenada en Director's Fortnight del Festival de Cine de Cannes 2016, donde fue nominada por la crítica a la mejor interpretación de reparto. A principios de agosto de 2016, firmó por dos películas, Kaalakaandi dirigida por Akshat Verma y Chef dirigida por Raja Menon, ambas protagonizadas junto a Saif Ali Khan .
En 2018, Dhulipala apareció en su primera película en telugu, Goodachari, protagonizada por Adivi Sesh . También interpretó a una de las protagonistas de la serie original de Amazon Prime, Made In Heaven. En 2019, apareció en un papel fundamental en Bard of Blood, una serie de televisión web de Netflix de suspenso ficticio de espionaje indio basada en la novela de espionaje de 2015 del mismo nombre como agente de una agencia de inteligencia. Dhulipala hizo su debut en el Cine Malayalam con el largometraje de dirección de Geetu Mohandas. Moothon de 2019 junto a Nivin Pauly . Apareció en la película protagonizada por Dulquer Salmaan, Kurup .
En enero de 2021, Dhulipala comenzó a filmar la película biográfica de hindi-telugu dirigida por Sashi Kiran Tikka, Major, protagonizada por Adivi Sesh en el papel principal.

## Filmografía

### Películas
| Films that have not yet been released | Denota películas que aún no se han estrenado. |

| Año  | Título             | Rol(es)                                      | Idioma(s)      | notas                             |
| ---- | ------------------ | -------------------------------------------- | -------------- | --------------------------------- |
| 2016 | Raman Raghav 2.0   | Smrutika Naidu                               | hindi          |                                   |
| 2017 | Chef               | Vinnie                                       | hindi          |                                   |
| 2018 | Kaalakaandi        | Tara                                         | hindi          |                                   |
| 2018 | Goodachari         | Sameera Rao / Sameera Sheikh [lower-alpha 1] | telugu         |                                   |
| 2019 | Moothon            | Rosy                                         | Malayalam      |                                   |
| 2019 | The Body           | maya verma                                   | hindi          |                                   |
| 2020 | Ghost Stories      | neha                                         | hindi          | Segmento de Anurag Kashyap        |
| 2021 | Kurup              | Sharada Kurup (Sharadamma)                   | malayo         |                                   |
| 2022 | Major              | pramoda reddy                                | hindi y telugu |                                   |
| 2022 | Ponniyin Selvan: I | Vaanathi                                     | Tamil          | Posproducción                     |
| 2022 | Sitara             | Por confirmar                                | hindi          | Terminada                         |
| 2022 | Monkey Man         | Por confirmar                                | Inglés         | Película Americana; Posproducción |

### Series web
- Todos los programas están en hindi a menos que se indique lo contrario.

| Año  | Título                            | Role.         |
| ---- | --------------------------------- | ------------- |
| 2019 | Made in Heaven                    | Tara Khanna   |
| 2019 | Bard of Blood                     | Isha Khanna   |
| 2022 | Untitled The Night Manager remake | Por confirmar |